# Туркинский
Туркинский — хутор в Белоглинском районе Краснодарского края России. Входит в состав Успенского сельского поселения.

## Географическое положение
Хутор расположен в 7 км к юго-западу от административного центра сельского поселения — станицы Успенской на берегу реки Расшеватка.

### Улицы
- ул. Школьная,
- пер. Южный,
- ул. Алексенко,
- ул. Молодёжная,
- ул. Садовая,
- ул. Степная.

## История
Образован в 1830 году.
Постановлением ВЦИК от 26.08.1929 г. хутор Атарщикова переименован в Туркин.
До 1953 года хутор Туркинский являлся административным центром Туркинского сельского совета Ильинского района Краснодарского края. Указом от 22 августа 1953 года Ильинский район был упразднён, а Туркинский сельсовет передан в состав Белоглинского района.

## Население
| 2002 | 2010 |
| ---- | ---- |
| 909  | ↘811 |